# George Rodger
George Rodger (ur. 19 marca 1908, zm. 24 lipca 1995) – brytyjski fotoreporter, jeden z czterech członków założycieli agencji fotograficznej Magnum Photos.

## Współpraca z Magnum Photos
W 1943 przebywał w Neapolu podczas natarcia aliantów. Poznał tam i zaprzyjaźnił się z fotografem Robertem Capą, gdyż obydwaj fotografowie pracowali w tym czasie dla czasopisma Life. W efekcie nawiązania tej znajomości Rodger został zaproszony do bycia czwartym członkiem założycielem powołanej przez Capę do życia w 1947 roku agencji fotograficznej Magnum.

## Fotografie
Stał się znany między innymi dzięki swym zdjęciom nalotów na Wielką Brytanię (Blitz) publikowanym w brytyjskim magazynie Life. Sfotografował również masowe zgony w obozie koncentracyjnym Bergen-Belsen pod koniec II wojny światowej. Zadanie to okazało się tak silnym przeżyciem, że postanowił porzucić fotografię wojenną.
Po II wojnie światowej George Rodger wyruszył do Afryki i na Bliski Wschód, by tam fotografować przyrodę i ludzi. W tym okresie w prowincji Kordofan w Sudanie fotograf wykonał zdjęcie, ukazujące zwycięzcę zawodów zapaśniczych niesionego na ramionach, przez pokonanego przeciwnika. Fotografia ta nosi tytuł Nubijczycy(1949). Zdjęcie po raz pierwszy ukazało się w National Geographic w 1951 roku.

## Życiorys

### Pochodzenie, edukacja i praca
George Rodger urodził się w hrabstwie Cheshire i chodził do Bees College w Cumberland. Później wstąpił do brytyjskiej marynarki handlowej i żeglował po całym świecie. W tym czasie prowadził dziennik swojej podróży i nauczył się sztuki fotografii, by móc wiernie zilustrować miejsca, które zobaczył. Nie udało mu się jednak opublikować dziennika. Po krótkim pobycie w Stanach Zjednoczonych, gdzie nie udało mu się znaleźć pracy podczas Wielkiego Kryzysu, Rodger powrócił do Wielkiej Brytanii w 1936 roku i zaczął pracować w Londynie jako fotograf dla magazynu BBC, The Listener’’. W 1938 roku pracował również przez jakiś czas dla agencji Black Star.

### II wojna światowa
Po wybuchu II wojny światowej Rodger odczuł silną potrzebę stworzenia swego rodzaju kroniki wydarzeń. Jego fotografie nalotów Blitz umożliwiły mu pracę w funkcji korespondenta wojennego dla magazynu ,,Life’’. Rodger ukazał starcia w Afryce Zachodniej niezwykle wyraziście, a pod koniec wojny, śledził działania aliantów we Francji, Belgii i Holandii. Zrelacjonował również odwrót brytyjskich sił zbrojnych w Birmie. Był chyba jedynym brytyjskim fotoreporterem wojennym któremu pozwolono stworzyć materiał o drodze birmańskiej i który pokonał nią trasę aż do Chin posiadając specjalne pozwolenie chińskiej armii.

### Bergen-Belsen, Niemcy
Rodger był jednym z pierwszych fotografów, któremu pozwolono wejść do obozu koncentracyjnego w Bergen-Belsen w kwietniu 1945 roku. Jego fotografie przedstawiające ocalałych ludzi i stosy trupów zostały opublikowane w czasopismach Life i Time. Zdjęcia te bardzo mocno i bezpośrednio ukazywały niewyobrażalnie okrutną rzeczywistość obozów zagłady. Rodger wspominał później, jak po spędzeniu kilku godzin w obozie z przerażeniem zdał sobie sprawę, że spędził większość tego czasu szukając zadowalających kompozycji graficznych w stosach ciał leżących wśród drzew i budynków.

### Afryka i Bliski Wschód
To traumatyczne doświadczenie doprowadziło Rodgera do wniosku, że nie chce i nie może dłużej pracować jako korespondent wojenny. Porzucił więc pracę dla czasopisma Life i rozpoczął podróż o długości mniej więcej 28 000 mil po Afryce i Bliskim Wschodzie, obierając za cel dokumentowanie przyrody oraz ludności na tych obszarach i koncentrując swoją uwagę na życiu zwierząt, a także rytuałach i sposobach życia w bliskiej relacji z naturą.
W 1947 roku Rodger został jednym z członków założycieli agencji fotograficznej Magnum Photos. W ciągu kolejnych trzydziestu lat pracował jako niezależny fotograf, biorąc udział w wielu wyprawach i wykonując zlecenia dotyczące fotografowania ludzi, krajobrazu i ludności afrykańskiej. Wiele zdjęć z fotoreportażu, który Rodger tworzył w Afryce zostało opublikowanych w National Geographic, a także w innych czasopismach. Retrospektywna wystawa prac Rodgera odbyła się w 2008 roku, w Imperial War Museum North w Anglii.

## Małżeństwo i rodzina
Rodger ożenił się i miał dwóch synów Jonny'ego i Petera, który został filmowcem w Wielkiej Brytanii. Od 2014 roku George Rodger jest pośmiertnie znany w USA jako dziadek wychowanego w Stanach Zjednoczonych studenta Uniwersytetu Kalifornijskiego w Santa Barbara, Elliota Rodgera, odpowiedzialnego za masakrę w miejscowości Isla Vista k. Santa Barbara, w której zabił 6 studentów UCSB i ranił 14 osób przed popełnieniem samobójstwa.

## Nagrody
- 1993 - honorowy członek Królewskiego Towarzystwa Fotograficznego (Royal Photographic Society) w Londynie;
- 1993 - honorowy członek Instytutu Sztuki i Projektowania w Kent (Kent Institute of Art and Design) 1993;
- 1985 - I nagroda na wystawie "Pokój na Świecie" w Moskwie, ZSRR (obecnie Rosja).

## Cytaty
- Musisz czuć związek z tym co chcesz sfotografować. Musisz być tego częścią, pozostając jednocześnie wystarczająco bezstronny by zobaczyć to obiektywnie. to jak oglądanie z poziomu publiczności sztuki, którą znasz już na pamięć. (tłumaczenie: M. Belniak) (eng. You must feel an affinity for what you are photographing. You must be part of it, and yet remain sufficiently detached to see it objectively. Like watching from the audience a play you already know by heart.)